# Pakkerejse
En pakkerejse defineres som en rejse bestående af mindst to forskellige ydelser – almindeligvis transport (f.eks. bus, tog, skib el. fly) samt indkvartering (hotel, lejlighed, hytte eller lignende), hvor begge ydelser er købt hos det samme rejsebureau.
Regler for afholdelse og arrangement af pakkerejser er beskrevet i lov om pakkerejser. En pakkerejse kan arrangeres som individuel rejse (ofte betegnet som en skræddersyet rejse – eller som en gruppe- eller charterrejse, men uanset betegnelsen er den juridiske betegnelse en 'pakkerejse.
Såfremt en rejsearrangør ikke overholder aftaler og gældende regler, kan klager over væsentlige mangler i forbindelse med rejsens afholdelse indbringes for Pakkerejse-Ankenævnet.